# ジャスティン・チョン
ジャスティン・チョン（Justin Chon、1981年5月29日 - ）は、韓国系アメリカ人の俳優、監督。

## 経歴
1981年5月29日、カリフォルニア州オレンジ郡ガーデン・グローヴに生まれる。俳優の父親とピアニストの母親をもつ彼は、同州アーヴァインで育った。2013年、『21オーバー 最初の二日酔い』に出演。2014年、『リベンジ・オブ・ザ・グリーン・ドラゴン』で主演を務める。
監督業もしており、2017年に『Gook』、2019年に『Ms. Purple』、2021年に『ブルー・バイユー』の3つの映画を監督した。『ブルー・バイユー』の製作にあたっては「韓国人コミュニティを通して国際的な養子縁組の話を知りました。それで興味を引かれて調べるうちに、海外に養子にもらわれて育った子供がのちに国外追放になったり、あるいはまた戻ったりというケースがたくさんあることを知って驚きました。そしてこういう話をほとんどの人は聞いたことがないことに心を痛めました。これは絶対語られるべきストーリーだと思ったのです」とインタビューで語っている。
2022年にはApple TV+で独占配信されたドラマ『パチンコ - Pachinko』のいくつかのエピソードを監督した。

## フィルモグラフィー

### 映画
- ハック! 切り刻む（2007年）
- トワイライト〜初恋〜（2008年）
- 正義のゆくえ I.C.E.特別捜査官（2009年）
- ニュームーン/トワイライト・サーガ（2009年）
- エクリプス/トワイライト・サーガ（2010年）
- 21オーバー 最初の二日酔い（2013年）
- リベンジ・オブ・ザ・グリーン・ドラゴン（2014年）
- グック （2017年）
- ブルー・バイユー (2021年)　兼監督・脚本

### テレビ
- The O.C.（2006年）
- Dr.HOUSE（2011年）
- New Girl / ダサかわ女子と三銃士（2013年）